# Oneirodes micronema
Oneirodes micronema är en fiskart som beskrevs av Grobecker, 1978. Oneirodes micronema ingår i släktet Oneirodes och familjen Oneirodidae. Inga underarter finns listade i Catalogue of Life.